# Plectocarpon peltigerae
Plectocarpon peltigerae är en lavart som beskrevs av Zhurb., Ertz, Diederich och Miadl. Plectocarpon peltigerae ingår i släktet Plectocarpon, och familjen Roccellaceae. Arten är reproducerande i Sverige.